# Casa Josep Poch
La casa Josep Poch era un edifici de l'Arboç, ja enderrocat, inclòs a l'Inventari del Patrimoni Arquitectònic de Catalunya.

## Descripció
Era un edifici de tres plantes separades per cornises. Els baixos presentaven una portalada d'arc de mig punt que tenia unes boniques portes de fusta. A la clau de l'arc de la porta hi havia la data de 1884 i al costat esquerre hi havia una portalada de llinda feta recentment, habilitada com a perruqueria. El pis noble presentava un gran balcó de ferro forjat a més d'una porta balconera amb barana de ferro al costat dret. La segona planta tenia tres finestres desiguals.

## Història
L'edifici era més antic que la data que s'hi trobava (1884), fet corroborat pels tres arcs ogivals que hi ha al soterrani. La data de 1884 correspon a una posterior modificació. Aquest edifici fou cremat durant els fets de la Independència. Aquí habità Josep Poch, antic alcalde de la vila. Els darrers temps de l'edifici era ocupat encara pels seus descendents.